# كريستينا غريمي
كريستينا غريمي (بالإنجليزية: Christina Grimmie)‏ مواليد 12 مارس 1994 في نيوجيرسي، الولايات المتحدة - الوفاة 10 يونيو 2016 في أورلاندو، الولايات المتحدة، كانت مغنية وكاتبة غنائية وعازفة بيانو أمريكية بدأت مسيرتها الفنية عام 2009، وهي إيطالية الأصل، المعروفة على موقع اليوتيوب باسم zeldaxlove64، عرفت عن طريق غنائها لأغاني المشاهير على غرار جاستن بيبر، ديمي لوفاتو، كايتي بيري، مايلي سايرس، كريستينا أغيليرا، سيلينا غوميز..

## الوفاة
في 10 يونيو 2016 تم إطلاق النار عليها في ولاية فلوريدا وهي توقع للمُعجبين اذ ذهبت الى احد المعجبين كان مغرما بها ويقول لأصدقائه انه يريد التزوج منها لكنها وللأسف كانت قد تعرفت على شخص واحبته وكانوا قريبين من الزواج والمعجب وقد كان اسمه كيفين جيمس كان يريد الانتقام منها فقام بجلب مسدسين وأطلق 5 رصاصات عليها، وتم نقلها فوراً إلى المستشفى، وأُعلن خبر وفاتها يوم 11 يونيو 2016.  وقد حاول أخ المغنية التصدي له لكن القاتل قام بالانتحار بعد إطلاق النار عليها إذ قام بإطلاق الرصاص على نفسه.

## وصلات خارجية
- كريستينا غريمي على موقع IMDb (الإنجليزية)
- كريستينا غريمي على موقع روتن توميتوز (الإنجليزية)
- كريستينا غريمي على موقع ميوزك برينز (الإنجليزية)
- كريستينا غريمي على موقع أول ميوزيك (الإنجليزية)
- كريستينا غريمي على موقع ديسكوغز (الإنجليزية)
- كريستينا غريمي على موقع قاعدة بيانات الفيلم (الإنجليزية)